# Tõde ja õigus
Tõde ja õigus (Engels: Truth and Justice) is een Estse film uit 2019 onder regie van Tanel Toom en gebaseerd op het boek Waarheid en Rechtvaardigheid van Anton Hansen Tammsaare.

## Verhaal
In 1870 krijgt de nieuwe eigenaar van een boerderij te maken met een rivaliserende buurman, evenals zijn eigen familie en overtuigingen.

## Rolverdeling
- Priit Loog als Andres
- Priit Võigemast als Pearu
- Ester Kuntu als Mari
- Maiken Pius als Krõõt
- Risto Vaidla als jongere Andres
- Loora-Eliise Kaarelson als Maret
- Indrek Sammul als Sauna-Madis
- Marika Vaarik als de vrouw van Madis

## Release en ontvangst
De film ontving positieve kritieken en werd de best bekeken film ooit in de Estse bioscopen. Ook werd de film uitgeroepen tot de beste niet-Engelstalige film op de 24e Satellite Awards. Tõde ja õigus werd geselecteerd als inzending voor Estland voor de Oscar voor beste internationale film voor de 92ste Oscaruitreiking en kwam op de shortlist terecht maar werd uiteindelijk niet genomineerd.